# The Crow : La Cité des anges
Pour les articles homonymes, voir The Crow.
Série The Crow
The Crow
(1994) The Crow 3: Salvation
(2000)
Pour plus de détails, voir Fiche technique et Distribution.
The Crow : La Cité des anges ou Le corbeau: Cité des anges au Québec (The Crow: City of Angels) est un film américain réalisé par Tim Pope et sorti en 1996. Il s'agit du second film de la franchise adaptée de la série de comics du même nom, après The Crow d'Alex Proyas sorti deux ans plus tôt. Le personnage principal est cette fois interprété par l'acteur suisse Vincent Perez.

## Synopsis
Los Angeles est devenue une annexe de l'enfer, le royaume de Judah Earl. Le bras droit de celui-ci, Curve, assassine un homme dénommé Ashe Corven, et son petit garçon. Comme le fit jadis Eric Draven, Ashe reviendra d'entre les morts aux yeux de la jeune Sarah, accompagné du funeste Corbeau, afin d'assouvir son implacable vengeance. Il exécute l'un après l'autre les hommes de main de Judah, jusqu'au duel final, où Sarah lui viendra en aide.

## Fiche technique
Sauf indication contraire, les informations mentionnées dans cette section peuvent être confirmées par la base de données cinématographiques IMDb,  présente dans la section « Liens externes ».
- Titre français : The Crow : La Cité des anges
- Titre québécois : Le Corbeau: Cité des anges
- Titre original : The Crow: City of Angels
- Réalisation : Tim Pope
- Scénario : David S. Goyer, d'après la série de comics du même nom de James O'Barr
- Musique : Graeme Revell
- Décors : Alex McDowell
- Photographie : Jean-Yves Escoffier et Steven Poster (prises de vues additionnelles)
- Montage : Michael N. Knue et Anthony Redman
- Producteurs : Jeff Most, Edward R. Pressman et Michael F. Flynn (coproducteur)
- Sociétés de production : Miramax Films, Dimension Films, Bad Bird Productions et Jeff Most Productions
- Distribution : Metropolitan Filmexport (France), Miramax Films / Dimension Films (États-Unis)
- Format : 1,85:1 - Dolby / DTS - 35 mm
- Pays d'origine :  États-Unis
- Langue originale : anglais
- Genre : fantastique, drame, super-héros
- Durée : 84 minutes
- Dates de sortie[1] :
  - États-Unis : 30 août 1996
  - France : 5 février 1997
  - Belgique : 9 juillet 1997

## Distribution
- Vincent Perez (VF : lui-même) (VQ : lui-même) : Ashe Corven / The Crow
- Mia Kirshner (VF : Déborah Perret) (VQ : Anne Dorval) : Sarah
- Richard Brooks (VF : Thierry Desroses) (VQ : Éric Gaudry) : Judah Earl
- Iggy Pop (VF : Gérard Rinaldi) (VQ : Benoit Rousseau) : Curve
- Thuy Trang : Kali
- Thomas Jane (VF : Bruno Dubernat) (VQ : Alain Zouvi) : Nemo
- Vincent Castellanos (en) : Spider Monkey
- Eric Acosta : Danny
- Beverley Mitchell : Grace
- Shelly Desai : Hindu
- Alan Gelfant (en) (VF : Vincent Violette) : Bassett
- Tracey Ellis (VF : Anne Deleuze) : Sybil
- Kerry Rossall (VF : Daniel Lafourcade) : Zeke Daniel
- Ian Dury : Noah
- Deftones : eux-mêmes

## Production
Après le succès du premier volet, The Crow (1994), Miramax commande une suite, et la production du film commence en 1995. En 1991, le réalisateur de clip Tim Pope avait réalisé un court-métrage, Phone, mettant en vedette Bill Pullman, Linda Blair et Amanda Plummer. Après avoir vu ce court-métrage, les frères Harvey et Bob Weinstein donnent les rênes de cette suite à Pope, en embarquant également David S. Goyer pour écrire le scénario. Cherchant à se démarquer du premier film et de son acteur principal Brandon Lee, Goyer a l'idée de réintroduire le personnage de Sarah en tant que corbeau femelle ; une autre de ses idées étant de situer l'action dans l'Angleterre du XIXe siècle. Il est finalement décidé une histoire basée à Los Angeles, sur un père (Ashe) et son fils assassiné (Danny). Dans ce nouveau script, Ashe est ramené à la vie pour venger la mort de son petit garçon.
Le script original comprenait Sarah, mais également Grange et Top Dollar, qui auraient ressuscité pour combattre Ashe. Goyer, ne supportant pas cette idée, décide d'écrire un nouveau script afin d'enlever ces anciens personnages du scénario. Alex McDowell, qui avait déjà travaillé sur le premier film et avec Tim Pope sur des clips, est embauché comme directeur artistique. Ensemble, ils souhaitent donner au film un aspect particulier. Pour construire les décors et l'ambiance, McDowell s'inspire de l'architecture du Los Angeles des années 1920 et 1940. À noter qu'il était également chargé de déterminer quelles scènes seraient tournées en studio, sur place ou en miniatures. Jeff Most (en) et Edward R. Pressman, déjà présents sur le premier film, sont de nouveau de la partie. Goyer et Pope souhaitent vraiment faire un film différent et se démarquer du premier, en le rendant plus tragique et en y insufflant une plus grande profondeur aux personnages. Goyer, tout en travaillant sur ce film, écrit également le scénario de Dark City, réalisé par Alex Proyas, réalisateur du premier The Crow.
Thuy Trang est choisie pour le rôle de Kali. C'est le seul rôle important de l'actrice au cinéma, elle décèdera en 2001 après un accident de la circulation.
Iggy Pop, à qui on avait proposé le rôle de Funboy dans le premier film, joue ici le rôle de Curve. C'est l'un des premiers long métrage dans lequel le chanteur a un rôle important et il insuffle une forte touche d'autodérision à son personnage[réf. nécessaire].
Thomas Jane joue le rôle de Nemo, l'un des méchants. Tori Amos refusa de jouer Sarah, et Jon Bon Jovi a auditionné pour obtenir le rôle de Ashe, finalement attribué à Vincent Pérez, en grande partie grâce à sa prestation dans La Reine Margot. Pour le rôle d'Ashe, Perez avoue s'être inspiré de Jim Morrison et Hamlet[réf. nécessaire].
Le rôle de Sarah, incarné par la jeune Mia Kirschner, fait suite à sa découverte dans Exotica de Atom Egoyan.

### Montage
Alors que l'idée originale était de s'éloigner le plus possible du premier film, principalement par respect pour Brandon Lee, la durée du film (160 minutes) pose un problème. Dans un revirement de situation, Miramax, après avoir vu le film, ordonne un nouveau montage avec comme but de ressembler le plus possible au premier film. Tim Pope refuse cette injonction, et accompagné de David S. Goyer, abandonne ses droits sur le film, en raison de ce désaccord. La scène du combat entre Ashe et Kali doit alors être retournée. Le film sera finalement remonté, afin d'en réduire la durée[réf. nécessaire].

## Bande originale
| 1.    | Gold Dust Woman (reprise de Fleetwood Mac)                             | Stevie Nicks                                                                       | Hole                              | 5:09 |
| 2.    | I'm Your Boogie Man (reprise de KC and the Sunshine Band)              | Harry Wayne Casey, Richard Finch                                                   | White Zombie                      | 4:29 |
| 3.    | Jurassitol                                                             | Richard Patrick, Brian Liesegang, Matt Walker, Geno Lenardo, Frank Cavanagh        | Filter                            | 5:12 |
| 4.    | Naked Cousin                                                           | PJ Harvey                                                                          | PJ Harvey                         | 3:56 |
| 5.    | In a Lonely Place (reprise de Joy Division)                            | Ian Curtis, Peter Hook, Stephen Morris, Bernard Sumner                             | Bush                              | 6:01 |
| 6.    | Tonite Is a Special Nite (Kaos Mass Confusion Mix)                     | Tricky, A. Campbell, Robert Diggs                                                  | Tricky vs. Gravediggaz            | 4:45 |
| 7.    | Shelf Life                                                             | Jason Ross, Jason Pollock                                                          | Seven Mary Three                  | 4:49 |
| 8.    | Knock Me Out                                                           | Linda Perry, Marty Willson-Piper, Grace Slick                                      | Linda Perry featuring Grace Slick | 6:51 |
| 9.    | Paper Dress                                                            | Vaden Todd Lewis, Darrel Herbert                                                   | Toadies                           | 4:44 |
| 10.   | Spit                                                                   | Brijitte West                                                                      | NY Loose                          | 5:54 |
| 11.   | Sean Olson                                                             | Brian Welch, Jonathan Davis, David Silveria, James Shaffer, Reginald Arvizu        | Korn                              | 4:48 |
| 12.   | Teething                                                               | Stephen Carpenter, Chi Cheng, Abe Cunningham, Chino Moreno                         | Deftones                          | 3:34 |
| 13.   | I Wanna Be Your Dog (live at Rock for Choice ; reprise de The Stooges) | Dave Alexander, Ron Asheton, Scott Asheton, Iggy Pop                               | Iggy Pop                          | 4:45 |
| 14.   | Lil' Boots                                                             | Lisa Papineau, Tyler Bates                                                         | Pet                               | 4:10 |
| 15.   | City of Angels                                                         | Frost, Gilbert RueDaFlores, Julio Gonzalez, Tony Gonzalez, Kevin Gully, Cold 187um | Above the Law featuring Frost     | 4:53 |
| 79:16 |                                                                        |                                                                                    |                                   |      |

## Autour du film
- Dans le premier montage, Kali et Curve meurent d'une manière différente[3].
- La moto pilotée par Vincent Perez dans le film est une Ducati 900 Monster Carbone.
- Une version non officielle baptisé The Crow: City of Angels Second Coming sera éditée au milieu des années 2000 en Allemagne. Celle-ci reprend des images de qualité workprint et les intègre au montage final disponible pour rallonger sa durée à 1h47[4].

## Produits dérivés
Le film a bénéficié d'une campagne marketing agressive : 
- À l'instar du premier film, un ouvrage dévoilant les coulisses du tournage publié par Titan Books (en) et des trading cards sortirent.
- En outre, des comics (toujours édité par Titan Books) sont également publiés[5], ainsi qu'une novélisation du film par Chet Wiliamson[6]. Acclaim Entertainment édite également un jeu vidéo en 1997 sur Playstation, Saturn et PC début 1997 : The Crow: City of Angels.